# 瓦斯贝克
瓦斯贝克是德国石勒苏益格－荷尔斯泰因州的一个市镇。总面积23.49平方公里，总人口2197人，其中男性1093人，女性1104人（2011年12月31日），人口密度94人/平方公里。